# Grønnehavegaard
Grønnehavegaard er arkitekt Svenn Eske Kristensens (1905-2000) første bygning, opført i eget navn. Bygningen stod færdig i 1934. Svenn Eske Kristensen samarbejdede med arkitekt Mogens Meyling (1906-2003) om bygningen. Ejendommen ligger i Frederiksberg Kommune ved Grøndal Station og grænser op til Grøndalsparken. 
Ejendommen ligger på på 2000 Frederiksberg op adresserne 
- Godthåbsvej 131
- Godthåbsvej 133
- Godthåbsvej 135
- Godthåbsvej 137
- Grøndalsvej 8
- Grøndalsvej 10
- Stockflethsvej 47

Grønnehavegaard er grundmuret og opført i fem etager. Bygningen manifesterer de unge arkitekters ambitioner med funktionalisme. Grønnehavegaard fremtræder i et behersket, enkelt formsprog[kilde mangler] og er et karakteristisk eksempel på, hvordan den "hvide" internationale modernisme kom til udtryk i Danmark i mursten og tegltage.[kilde mangler]